# Non compos mentis
Non compos mentis é uma frase em latim que é traduzida como "de mente não sadia": nōn ("não") prefacia compos mentis, que significa "ter o controle da mente". Esta frase foi primeiramente utilizada no século XIII pelo direito da Inglaterra. Non compos mentis era um termo jurídico para descrever a ação de uma pessoa como não motivada por razão, e sim sendo influenciada por alguma falsa imagem ou impressão mental.
A sanção penal para suicídio na Inglaterra origina na antiguidade e gradualmente evoluiu para a maneira do início da modernidade; leis similares existiam em várias partes da Europa, além da common law. Advindo de crenças domésticas, o ritual de punição do suicídio — que é usualmente aplicado ao cadáver do suicida — incorpora a noção de que o suicídio é poluente, e que deve ser ostracizado pelas comunidades dos vivos e dos mortos. A severidade criminal aumentou na Alta Idade Média, tanto teologicamente quanto legalmente. O teólogo medieval Tomás de Aquino prosseguiu os argumentos de Agostinho de Hipona contra o suicídio, e acrescentou-lhes uma nova interpretação da "violação do direito natural". A maioria dos governos da Europa Ocidental começou a promulgação de leis para a confiscação de alguma propriedade do suicida.
Suicídio era um crime severo no período Tudor e no início do período Stuart, sendo considerado na Inglaterra como uma forma de assassínio; um pecado não apenas para a visão da igreja cristã, mas também definido pela lei criminal. O estado mental dos "auto-homicidas" no momento que cometiam a ação fatal era crucial. Para ser julgada culpada por "auto-assassínio", a pessoa deveria ser sã. Homens e mulheres que se matavam quando estavam loucos ou de alguma maneira mentalmente incompetentes, eram inocentados pelo júri.
Non compos mentis e felo de se — o termo em latim para "auto-assassínio" — forneciam dois diferentes veredictos em um caso de suicídio. Na decisão de um júri, o falecido que fosse estigmatizado felo de se seria impossibilitado de ter sepultamento em adro, e perderia o direito sobre seu espólio para A Coroa; ao mesmo tempo estas penalidades não se aplicavam ao falecido confirmado non compos mentis, ou seja, julgado como insano.
Entretanto, atitudes perante o suicídio se alteraram profundamente após 1660, com a Guerra Civil da Inglaterra. Com o fim do conflito, mudanças políticas e sociais e severidade jurídica e eclesiástica deram vez a uma clemência oficial para a maior parte dos que morreram por suicídio. Veredictos non compos mentis ficaram muito frequentes, e veredictos felo de se rarearam, à medida dos veredictos non compos mentis dois séculos antes.